# Коробки (Валковский район)
Коробки (укр. Коробки) — село, Мельниковский сельский совет, Валковский район, Харьковская область, Украина.
Код КОАТУУ — 6321284009.
Присоединено к селу Нестеренки в 1997 году.

## Географическое положение
Село Коробки примыкает к селу Нестеренки.

## История
- 1997 — присоединено к селу Нестеренки[1].